# Ephippiochthonius comasi
Espèce
Ephippiochthonius comasi est une espèce de pseudoscorpions de la famille des Chthoniidae.

## Distribution
Cette espèce est endémique du Pays valencien en Espagne. Elle se rencontre dans la grotte Cova de l’Angel à La Font d'en Carròs.

## Description
Le mâle holotype mesure 1,51 mm.

## Étymologie
Cette espèce est nommée en l'honneur de Jordi Comas.

## Publication originale
- Zaragoza, 2017 : Revision of the Ephippiochthonius complex in the Iberian Peninsula, Balearic Islands and Macaronesia, with proposed changes to the status of the Chthonius subgenera (Pseudoscorpiones, Chthoniidae). Zootaxa, no 4246(1), p. 1–221.